# Инвазия (экология)

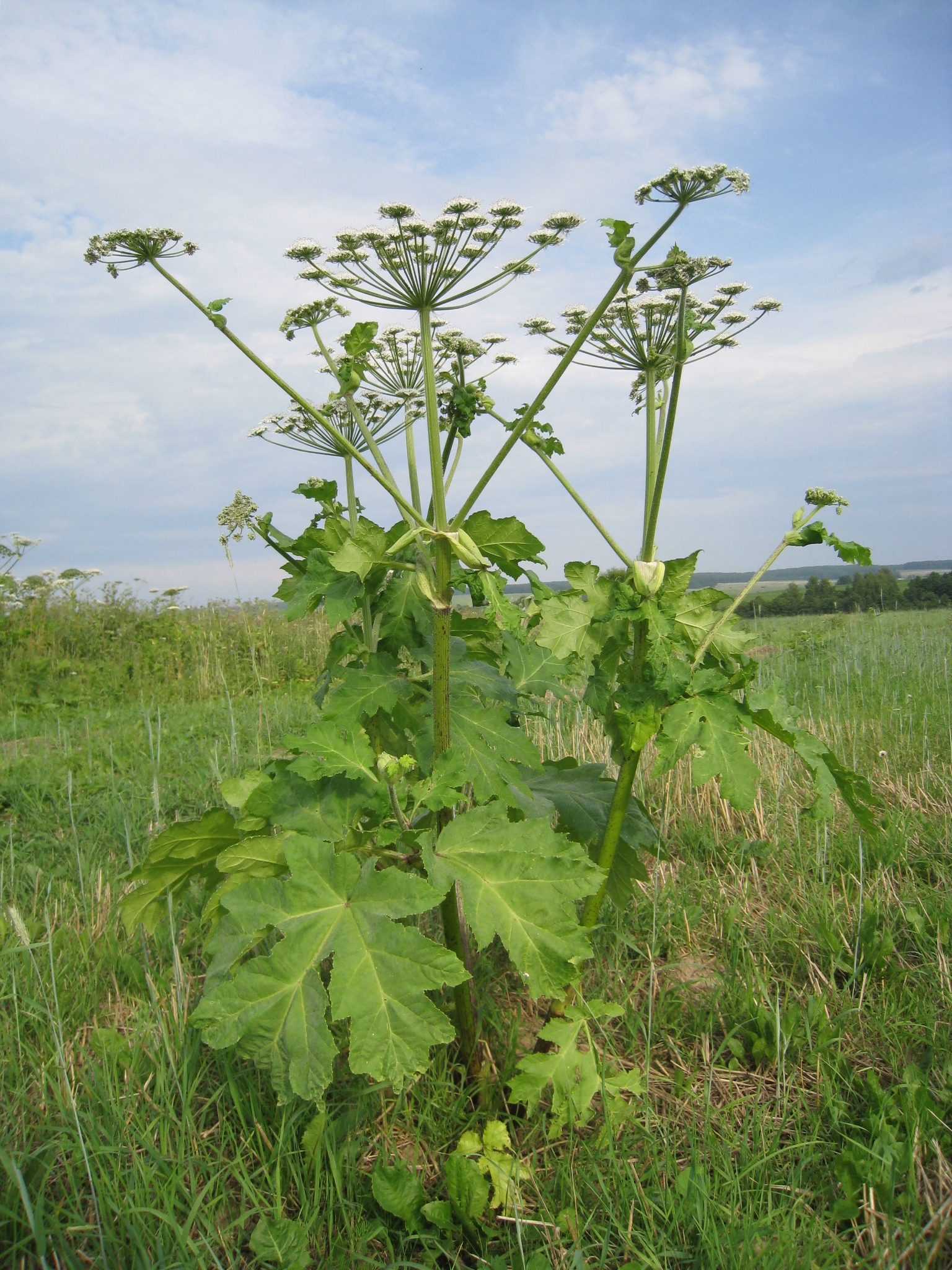
Борщевик Сосновского

Инва́зия (от лат. invasio — нашествие, нападение) в экологии и биологии — вторжение на какую-либо территорию или в экосистему не характерного для них биологического вида, которое происходит, в отличие от интродукции, без сознательного участия человека.

## Биологическое загрязнение интродуцентами
Инвазия чужеродных видов в настоящее время является частью глобальных природных изменений и часто может вызывать существенные потери биологического разнообразия и характеризуются экономической значимостью экосистем, подверженных подобным биологическим инвазиям. Порой подобные инвазии могут наносить значительный экономический ущерб и представлять опасность для здоровья людей.
Примерами инвазивных видов могут служить:
- насекомые — колорадский жук, каштановая минирующая моль;
- рыбы — нильский окунь;
- земноводные — коки на Гавайях;
- растения — амброзия, борщевик Сосновского и клён ясенелистный в Европе;
- и другие виды.

На сегодняшний день отсутствуют универсальные способы по остановке инвазии агрессивных видов. Разработка мер по предотвращению биологических инвазий, смягчению всех их последствий и наблюдению за ними являются обязанностью стран, которые подписали в 1992 году в Рио-де-Жанейро Конвенцию о биологическом разнообразии.